# كأس النمسا 2008–09
كأس النمسا 2008–09 (بالألمانية: Österreichischer Fußball-Cup 2008/09)‏ هو الموسم 74 من كأس النمسا. أقيم خلال الفترة 18 يوليو 2008 وحتى 24 مايو 2009، وأشرف على تنظيمه اتحاد النمسا لكرة القدم، وكان عدد الأندية المشاركة فيه 90، وفاز فيه أوستريا فيينا.